# Красный (Владимирская область)
Красный — упразднённый в 1977 году посёлок в Александровском муниципальном районе Владимирской области России. Входил на год упразднения  в состав Арсаковского сельсовета. Ныне улица Красная деревни Брыковы Горы в Следневском сельском поселении Александровского муниципального района Владимирской области.

## География
Был  расположен примерно в 18 км к западу от города Александрова, на левом берегу верховья реки Дубны. Рельеф местности сильно холмистый.

## История
Упразднена Решением Владимирского облисполкома № 441 от 21.04.1977.